# Carlo Gallardi
Carlo Gallardi (Vercelli, 25 luglio 1885 – Monte Ermada, 22 agosto 1917) è stato un militare italiano, medaglia d'oro al valor militare alla memoria.

## Biografia
Sin da giovane lavorò con il padre Ermenegildo, direttore e fra i fondatori del quotidiano "La Sesia" di Vercelli. Venne chiamato alle armi nel 1904 nel 53º Reggimento fanteria "Umbria"; dopo un anno da volontario, lasciò l'Esercito con il grado di sergente e riprese il lavoro di giornalista.
Nel 1915, con lo scoppio della Grande Guerra, venne richiamato ancora nel "53º fanteria" e gli vennero assegnate mansioni di ufficio. Gallardi, tuttavia, preferì impegnarsi attivamente come militare, aderendo volontariamente alla 270ª Compagnia mitraglieri Fiat. Nel settembre 1916, al termine dell'addestramento, fu dislocato con la Compagnia a Doberdò, prendendo parte attiva ai combattimenti sul fronte (in particolare a Oppacchiasella, Castagnevizza, a quota 208, a Monfalcone e al Timavo).
Venne promosso sottotenente di complemento per meriti di guerra e comandante della 3ª sezione della Compagnia, combattendo l'undicesima battaglia dell'Isonzo alla Bainsizza. Il 21 agosto 1917 venne ferito al polso da una scheggia di granata nel corso di un combattimento sul Monte Ermada. Il giorno successivo venne ferito a morte.